# Puerto Toro
Puerto Toro es un poblado chileno, en la costa oriental de la isla Navarino. Administrativamente corresponde a la comuna de Cabo de Hornos, en la Provincia Antártica Chilena, correspondiente a su vez a la Región de Magallanes. 
Puerto Toro es la comunidad más austral del mundo si no se consideran como comunidades las bases de la Antártida. Está poblado por 22 habitantes según el censo de 2024.

## Geografía
Este puerto se halla ubicado en la costa este de la isla Navarino, en una caleta que mira al norte, próximo al cabo Rees, sobre el paso Picton, que es uno de los dos brazos, el más profundo y austral, que se abren cuando el canal Beagle enfrenta a los islotes y rocas que anteceden a la punta Ganado, al noroeste de la isla Picton. El laudo arbitral del Reino Unido de Gran Bretaña e Irlanda del Norte del 2 de mayo de 1977 sobre la disputa de soberanía conocida como Conflicto del Beagle dictaminó que tanto la isla Navarino, como la isla Picton, y el paso Picton que las separa, pertenecen al océano Pacífico; posición que se relaciona con la adoptada por la Organización Hidrográfica Internacional desde la Conferencia Geográfica de Londres de 1919, la cual estipula que «[a]quellos estrechos que tuvieren salida a dos océanos, deben ser incluidos totalmente en uno, no pudiendo ser divididos en dos secciones». 
El paso Picton comparte las características biológicas e hidrográficas del océano Pacífico, posición que es sostenida por el gobierno de Chile, que lo considera un brazo de dicho océano dentro del marco de la teoría de la división natural de los océanos, tesis presentada en la conferencia de la Oficina Hidrográfica Internacional celebrada en Mónaco en 1952, cuando se postuló al arco de las Antillas Australes como límite natural entre ambos océanos, por lo que las costas del sur de las islas Grande de Tierra del Fuego y de los Estados debían pertenecer al Pacífico.
- Altitud: 5 m s. n. m.
- Latitud: 55º04'56.60"S
- Longitud: 67º04'27.76"O

## Historia
Puerto Toro fue fundado en 1892 y se convirtió en el primer asentamiento chileno al sur del canal Beagle. Esta localidad se fundó en el periodo conocido como fiebre del oro en Tierra del Fuego, pues la finalidad era facilitar la actividad comercial producida por los lavaderos de oro en isla Lennox. Sin embargo, cuando se agotó el oro, este poblado perdió importancia.
Puerto Toro es conocido por su centolla, el preciado cangrejo rey del sur.
En 2023 una de las antorchas olímpicas de los Juegos Panamericanos de Santiago 2023 recorrió este poblado.

## Acceso
Se accede por aerovías DAP al pequeño aeródromo que está en Puerto Williams y desde ese lugar en barcos de pescadores desde Puerto Williams o en el ferry que se encuentra en Puerto Williams, el último domingo de cada mes.
La localidad posee telefonía móvil 3G por parte de Movistar Chile, teniendo también los Operadores móviles virtuales que utilicen dicha red.